# 达讷和卡特尔旺
达讷和卡特尔旺（法語：Danne-et-Quatre-Vents，法語發音：[dan e katʁ vɑ̃]；洛林法兰克语：Gotterwong）是法国摩泽尔省的一个市镇，位于该省东南部，属于萨尔堡-萨兰堡区。

## 地理
达讷和卡特尔旺（48°46'0"N, 7°17'41"E）面积7.2 平方千米，位于法国大東部大區摩泽尔省，该省份为法国东北部内陆省份，是洛林的一部分，西南接默尔特-摩泽尔省，东临下莱茵省，北与卢森堡和德国接壤。
与达讷和卡特尔旺接壤的市镇（或旧市镇、城区）包括：圣让萨韦尔讷、于尔泰乌斯、吕策尔堡、法尔斯堡、埃卡茨维莱尔、埃根、萨韦尔讷。
达讷和卡特尔旺的时区为UTC+01:00、UTC+02:00（夏令时）。

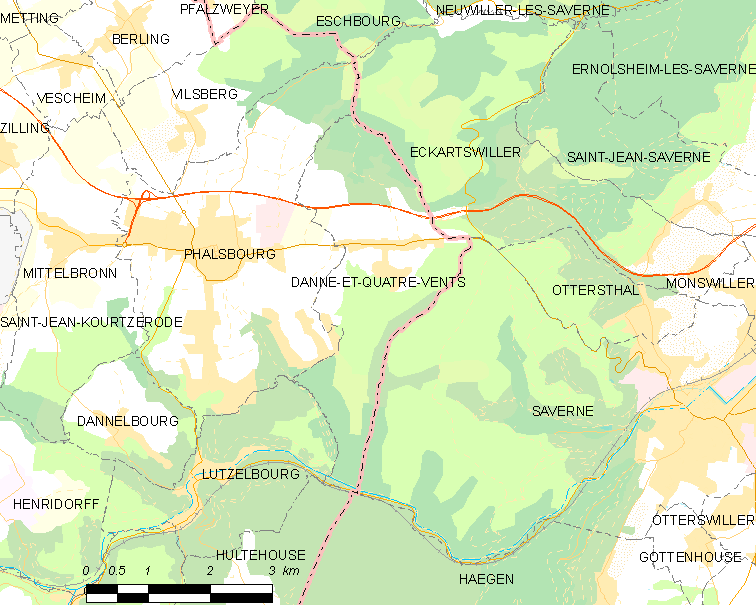
达讷和卡特尔旺的OSM定位图

## 行政
达讷和卡特尔旺的邮政编码为57370，INSEE市镇编码为57168。

## 政治
达讷和卡特尔旺所属的省级选区为法尔斯堡县。

## 人口

1962-2008年间达讷和卡特尔旺人口变化图示

达讷和卡特尔旺于2022年1月1日时的人口数量为671人。